# 张家界旅游轨道交通
张家界旅游轨道交通，是中华人民共和国湖南省张家界市在建和运营的旅游轨道交通，运营中的包括十里画廊观光小火车以及天门山索道等。在建的包括七星山小火车以及七星山索道。

## 十里画廊观光电车
十里画廊观光电车是十里画廊峡谷中的架空游览车类游乐设施，每一列单轨列车有6节车厢，一列车可乘载30人。2022年3月，十二生肖小火车亮相张家界。

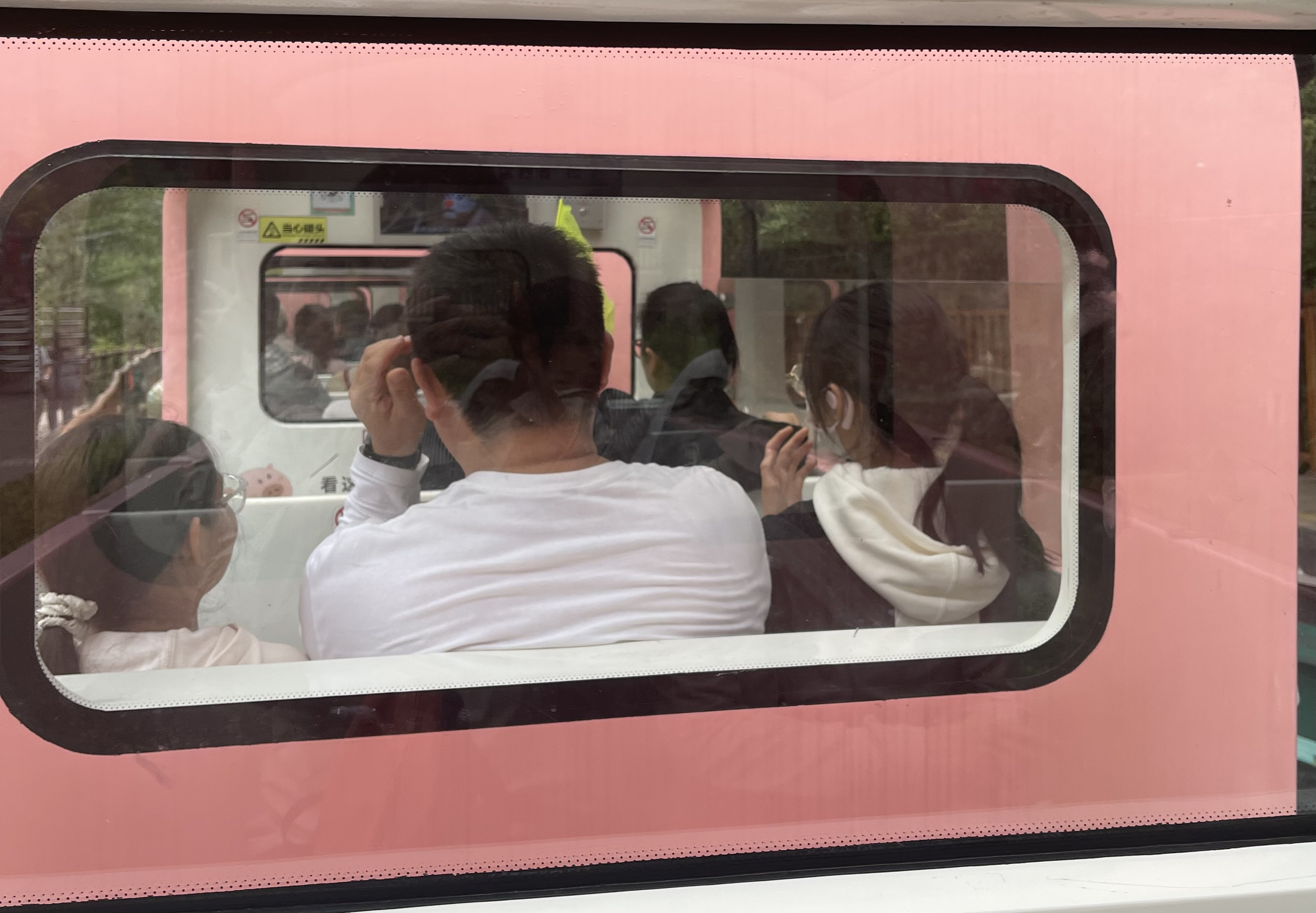
十里画廊观光电车

## 建设历史
2017年，七星山小火车开工。2019年,永定区七星山旅游开发项目领导小组第四次会议召开。2020年，祝云武调研七星山索道建设情况。同年6月，张家界七星山观光火车（齿轨）项目初步设计评审会在永定区召开。截止2020年10月，七星山观光火车项目共征收土地面积410.7亩。